# Golubkovia
Golubkovia is een monotypisch geslacht van korstmossen behorend tot de familie Teloschistaceae. Het bevat alleen de soort Golubkovia trachyphylla